# Конституційний акт 1867 року

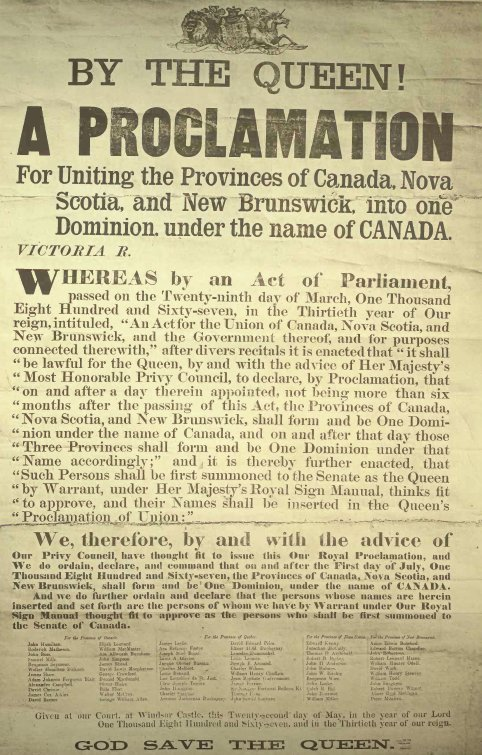
Проголошення канадської конфедерації

Конституційний акт 1867 року (раніше назва «Акт про Британську Північну Америку 1867 року», і досі відомий неофіційно як БПА Акт) є основною частиною Конституції Канади. Акт закріплює створення домініону та визначає основні функції уряду Канади, включаючи державну структуру, палату Громад, Сенат, юридичну систему і систему оподаткування. Акт отримав своє теперішнє ім'я в 1982 році разом з прийняттям конституції (що раніше підписувалася Британським парламентом), проте він досі значиться під історичним ім'ям в записах Великої Британії. За цей час також були внесені поправки: додана секція 92А, що дає провінціям більший контроль над непоновлюваними корисними копалинами.
Річниця набуття чинності Актом 1 липня 1867 року в Канаді відзначається щорічно як День Канади, національне свято.

## Вступ
Акт починається з вступу, який оголошує, що три колонії: Канада, Нью-Брансвік і Нова Шотландія (які стали чотирма провінціями), — утворюють федерацію. Ця федерація, свідчить вступ, матиме «Конституцію принципово схожу на конституцію Великої Британії». Цей опис конституції є важливим в її тлумаченні. Як написав Пітер В. Хогг (Peter W. Hogg) у книзі «Конституційне право в Канаді», стверджують, що оскільки у Великій Британії була деяка свобода слова в 1867 році, вступна частина даного акту поширює це право і на Канаду навіть до підписання Канадської хартії прав і свобод в 1982 році; це є однією з основ юридичної теорії про права, що припускаються. Більше того, оскільки Велика Британія має незалежну судову систему, Верховний суд Канади оголосив в широко відомій відповіді провінційним суддям від 1997 року, що вступ показує, що судова незалежність в Канаді гарантована конституцією. Політолог Ренд Дюк (Rand Dyck) критикує вступ, стверджуючи, що він «безнадійно застарів». Таким чином, він оголосив, що Конституційному Акту 1867 року «не вистачає надихаючого початку».
Вступна частина Конституційного акту 1867 року не є єдиною вступною частиною Конституції Канади. Конституція має свій власний вступ.

## Утворення
Акт про Британську Північну Америку 1867 року засновував Домініон Канада об'єднуючи Північно-американські британські колонії Провінція Канада, провінція Нью-Брансвік і Нова Шотландія. Два регіони провінції Канада, Канада Захід і Канада Схід (не плутати з сучасними Західною Канадою та Східною Канадою), були перейменовані в Онтаріо і Квебек, відповідно, і були однаково представлені в Парламенті Канади, як у канадській Палаті Громад, де прийнято визначати кількість представників за чисельністю населення, так і в канадському Сенаті, де Онтаріо, Квебек і прибережні регіони отримали рівну кількість сенаторів. Це утворення, або Конфедерація, було зроблено у відповідь на Явне призначення, проголошене США, щоб захистити британські володіння. Американська загроза була явно продемонстрована вторгненням в Канаду під час війни за незалежність США, англо-американської війни 1812 року та Феніанських набігів.
До БПА Акта, британські колонії Нью-Брансвік, Нова Шотландія і Острів Принца Едуарда обговорювали можливість злиття, щоб протистояти загрозі анексії Америкою, і щоб зменшити витрати на управління. Провінція Канада вступила в ці переговори за велінням британського уряду і призвела до нерішучості провінції Острів Принца Едуарда, яка відклала вступ до домініону на сім років. За іронією, конференція проходила на острові Принца Едуарда в Шарлоттаун.

## Розподіл повноважень
Повноваження уряду розділені між провінційними і федеральним урядами і описані в статтях 91-95 Акта. Статті 91 і 92 особливо важливі, оскільки вони перераховують сфери повноважень суб'єктів, де в статті 91 перераховані об'єкти федеральної юрисдикції та у статті 92 перераховані об'єкти провінційної юрисдикції. Статті 92А і 93 стосуються невідновлюваних ресурсів та освіти, відповідно (обидві є в основному в зоні відповідальності провінцій). Стаття 94 дає можливості для зміни закону щодо власності і цивільних прав, які досі не були реалізовані. Статті 94А і 95, в свою чергу, мають відношення до розділених повноважень, а саме до пенсії за віком (стаття 94А), а також сільського господарства та імміграції (стаття 95).

### Мир, порядок і добре управління
Стаття 91 доручає парламенту «створювати закони для миру, порядку і доброго управління Канади по відношенню до всіх об'єктів які є по цьому акту підконтрольними законодавчим властям провінцій». Це дає парламенту затверджувати закони за залишковим принципом у галузі, яка не підкоряється провінційному уряду. Таким чином, при аналізі змісту будь-якого спору про юрисдикції тримається в розумі що якщо область застосування не вказана, то вона потрапляє під відповідальність парламенту.

### Кримінальне право
Стаття 91 (27) дає парламенту повноваження затверджувати закони, що відносяться до «кримінального права, за винятком конституційних судів кримінальної юрисдикції, але включаючи кримінальні процедури». Саме з цієї секції парламент затвердив Кримінальний Кодекс Канади і саме по ній він удосконалив його.
Однак, відповідно до статті 92 (14), провінціям дається право управляти правосуддям, «включаючи структуру, підтримку та організацію провінційних судів, як цивільного, так і кримінального права, а також включаючи процедури цивільного характеру в обох судах». Це дозволило провінціям звинувачувати злочинців за кримінальним кодексом і створювати провінційні поліцейські сили.

### Власність і громадянські права
Стаття 92 (13) дає провінціям виняткові повноваження по затвердженню законів що стосуються «власності і цивільних прав в провінції». На практиці, широке прочитання цієї статті дало провінціям владу над великою кількістю областей як то професійна торгівля, трудові відносини, захист прав споживачів.

### Шлюб
Стаття 91 (26) дає федеральному уряду право одружувати і розводити. На цій підставі парламент може затверджувати закони щодо шлюбів і розлучень. Однак, за провінціями залишається право на церемонію одруження (стаття 92 (12)).
Є кілька накладень в законах, що стосуються шлюбу, які в більшості випадків вирішуються недоторканністю іншої юрисдикції. Наприклад, федеральний акт про розлучення є чинним законом, незважаючи на те, що він впливає на запитання опікунства, які зазвичай знаходяться в провінційній юрисдикції.

## Система правосуддя
Статті з 96 по 101 дозволяють заснувати судову систему Канади.
За статтею 101 Федеральний уряд має право створити апеляційні суди, включаючи федеральні суди і Верховний Суд Канади за актом про Верховний Суд. Стаття 92 (14), однак, дозволяє провінціям створювати свої суди, включаючи суди по малим позовам і всілякі адміністративні трибунали.
Вищі Суди відомі як «суди загальної компетенції», оскільки вони отримали свої конституційні права по історичній угоді про спадкування від Великої Британії.

### Суди за статтею 96
Стаття 92 дає федеральному уряду право призначати суддів для «судової загальної компетенції, районних та окружних судів кожної провінції». В даний час ні в одній провінції немає районних та окружних судів, але всі провінції мають суди загальної компетенції. Хоча провінції утримують суди і визначають їх юрисдикцію і процесуальні норми, федеральний уряд призначає суддів і платить їм.
Історично, інтерпретація цієї статті робить Вищі суди судами загальної компетенції з конституційним правом заслуховувати справи. Суди зі статті 96 зазвичай характеризується як «якір» юридичної системи, навколо якого повинні розташовуватися інші суди. Оскільки вони проголошені судами загальної компетенції, суди мають право звертатися до всіх аспектів закону, за винятком випадків, коли справа передається іншому суду. Однак, суди, створені федеральним урядом за статтею 101 або провінційним урядом за статтею 92 (14) не мають права, в загальному випадку, вторгатися в область юрисдикції судів, створених за статтею 96.
Щоб підтвердити юрисдикцію федерального або провінційного трибуналу, він повинен задовольняти трьох-ступеневому запиту, вперше сформульованому в Акті про оренду житлових приміщень, 1979. Трибунал не повинен торкатися питань, які історично віддані під юрисдикцію Вищого суду. Перший етап розглядає справи, які були недоступні суду за часів конфедерації в 1867 році. У справі Sobeys проти Йоманс (Yeomans) в 1989 році Верховний суд проголосив, що суть суперечок, які розглядаються вищими судами, не тільки в тому, що історично передбачено судовою системою, а має читатися більш широко. Якщо суд вторгається в область юрисдикції вищого суду, то запит повинен перейти на наступний рівень, який розглядає, чи не виходять функції та операції суду за рамки суддівства. На заключному етапі оцінюється використання влади судом і перевіряється, чи є ще обставини, що підтверджують перевищення повноважень.

## Малий білль про права
Відступаючи від теорії неявної хартії прав, білль про права ніде явно не прописаний в рамках Конституційного Акту 1867 року. Зауваження по конституційним правам розкидані по всьому документу. Хогг називає це «малим біллем про права», хоча Верховний суд розкритикував цю характеристику, оскільки права в Конституційному акті 1867 року не були такими ліберальними як права в Конституції. Права, які ідентифікував Хогг включають права на мови.

### Права на мови
Хоча Акт 1867 не визначав англійську та французьку мови як офіційні мови Канади, він давав певні права обом мовам в деяких інститутах федерального уряду і уряду провінції Квебек.
Стаття 122 дозволяє двомовність у федеральному парламенті та законодавчих зборах Квебека, дозволяє робити записи на обох мовах, дозволяє двомовність у федеральному суді і судах Квебека.